# 兵庫県道87号関宮小代線
兵庫県道87号関宮小代線（ひょうごけんどう87ごう せきのみやおじろせん）は、兵庫県養父市から美方郡香美町に至る県道（主要地方道）である。

## 概要
兵庫県養父市の旧関宮町と美方郡香美町小代区とを結ぶ。
以前は兵庫県道87号関宮美方線だったが、養父市発足により兵庫県道87号養父美方線に改称し、さらに美方郡香美町発足により美方町が香美町小代区になったことから、兵庫県道87号養父小代線に改称した。さらに2013年4月1日に兵庫県道87号関宮小代線に改称した。

### 路線データ
- 起点：養父市関宮（関神社前交差点、国道9号交点）
- 終点：美方郡香美町小代区秋岡（国道482号交点）
- 総延長：約24.960 km
- 通行不能区間：養父市大久保 - 美方郡香美町小代区新屋

## 歴史
- 1993年（平成5年）5月11日 - 建設省から、県道秋岡関宮線・県道福岡関宮線の一部が関宮美方線として主要地方道に指定される[2]。
- 2021年（令和3年）7月21日 - 吉井バイパス (2.1 km) が開通[3]。

## 地理

### 通過する自治体
- 養父市
- 美方郡香美町

### 交差する道路
| 交差する道路            | 市町村名 | 市町村名 | 交差する場所 | 交差する場所          |
| ----------------------- | -------- | -------- | ------------ | --------------------- |
| 国道9号                 | 養父市   | 養父市   | 関宮         | 関神社前交差点 / 起点 |
| 兵庫県道269号福岡出合線 | 養父市   | 養父市   | 出合         |                       |
| 通行不能区間            |          |          |              |                       |
| 国道482号               | 美方郡   | 香美町   | 小代区秋岡   | 終点                  |

### 沿線にある施設など
- 小代区
- ミカタスノーパーク
- 鉢伏高原
- ハチ北高原
- 氷ノ山